# 유쾌한 주말
《유쾌한 주말 장두석입니다  》는 장두석의 진행으로 SBS 러브FM에서 방송되었던 프로그램이다.
2011년 4월 SBS 라디오 봄개편으로 신설하였으나 2013년 4월 20일 SBS 러브FM 봄 개편으로 2년 만에 폐지되었다.

## 코너
- 사연과 신청곡